# Франц Карл Вилхелм Конрад фон Льовенщайн-Вертхайм-Рошфор
Франц Карл Вилхелм Конрад фон Льовенщайн-Вертхайм-Рошфор (на немски: Franz Carl Wilhelm Konrad zu Löwenstein-Wertheim-Rochefort; * 26 ноември/или декември 1717 във Вертхайм; † 17 август 1750 в Елш, Бохемия) е принц от князете на Льовенщайн-Вертхайм-Рошфор от страничната линия на Вителсбахите .
Той е четвъртият син (от 13 деца) на княз Доминик Марквард фон Льовенщайн-Вертхайм-Рошфор (1690 – 1735) и съпругата му ланграфиня Кристина Франциска Поликсена фон Хесен-Рейнфелс-Ротенбург-Ванфрид (1688 – 1728), дъщеря на ландграф Карл фон Хесен-Ванфрид (1649 – 1711) и втората му съпруга Александрина Юлиана фон Лайнинген-Дагсбург († 1703). Баща му построява в Клайнхойбах дворец Льовенщайн по френски пример. Брат е на Карл Томас (1714 – 1789), 3 княз на Льовенщайн-Вертхайм-Рошфор.

## Фамилия
Франц Карл Вилхелм Конрад фон Льовенщайн-Вертхайм-Рошфор се жени 1749 г. в Елш за фрайин Йозефа Ширндингер фон Ширндинг (* 14 януари 1721, Елш, Бохемия; † 9 януари 1788, Елш), дъщеря на фрайхер Леополд Ширндингер фон Ширндинг и фрайин Елеонора Ширндингер фон Ширндинг. Те имат един син, който умира на 22 години:
- Йозеф Антон Йохан Непомук фон Льовенщайн-Вертхайм-Рошфор (* 7 юли 1750, Елш, Бохемия; † 20 юли 1772, Швебиш-Гмюнд), принц